# Llau dels Carants (Perauba)
La llau dels Carants és una llau del terme de Conca de Dalt, al Pallars Jussà, dins de l'antic terme d'Hortoneda de la Conca, en terres de l'antic poble de Perauba.
Es forma per la unió del barranc de la Coma d'Orient i la llau del Parracó, al sud-oest de lo Parracó, des d'on davalla cap al nord-oest seguint un terreny molt accidental que li confereix un curs sinuós, fins que se li uneix la llau de Pedra Ficada i entre les dues formen el barranc del Vinyal.